# Орзешть
Орзешть, Орзешті (рум. Orzești) — село у повіті Горж в Румунії. Входить до складу комуни Падеш.
Село розташоване на відстані 267 км на захід від Бухареста, 36 км на захід від Тиргу-Жіу, 146 км на південний схід від Тімішоари, 112 км на північний захід від Крайови.

## Населення
Станом на 1 грудня 2021 року населення складало 355 осіб. За даними перепису населення 2002 року у селі проживали 433 особи, усі — румуни. Усі жителі села рідною мовою назвали румунську.